# Батлеровский университет
Ба́тлеровский университет или Университет Ба́тлера — частный университет в США, расположенный в Индианаполисе, штат Индиана.
Основан в 1855 году и назван в честь его основателя Овида Батлера. Университет предлагает 55 образовательных программ бакалавра и 18 магистерских, в таких областях как бизнес, телекоммуникации, педагогика, гуманитарные и естественные науки, медицинские науки и искусство. В состав университета входят 6 колледжей. Кампус находится в 11 км от центра Индианаполиса, на территории в 1,2 км² (290 акров).
Стоимость обучения в 2010/11 учебном году составляла $ 29 740.

## История
1 ноября 1855 года университет Батлера был основан как Северо-Западный христианский университет, располагавшийся тогда в северной части восточной окраины города, ныне известной как Исторический район «Олд Нортсайд», на земле, которую предоставил адвокат и основатель Овид Батлер.
В 1930 году университет объединился с педагогическим колледжем Индианаполиса, основанным Элизой Блэкер, создав тем самым второй колледжа университета. Третьим стал Колледж управления бизнесом, созданный в 1937 году. В 1945 году появился Колледж фармации и медицинских наук. Колледж изящных искусств Джордана стал пятым в университете, в результате слияния в 1951 году с Консерваторией Артура Джордана. В 1924 году основана Религиозная школа Батлера, ставшая независимой в 1958 году и в настоящее время известна как Христианская духовная семинария.
Университет Батлера основан членами религиозной группы «Ученики церкви Христа», хотя она никогда не контролировалась церковью. Устав университета призывал к «созданию нерелигиозного учреждения, свободного от рабства, предлагающего либеральное обучение в каждой отрасли профессионального образования». Он стал первым университетом в Индиане и третьим в США, признавшим равенство образования для мужчин и женщин, а также стал первым с США, утвердившим в 1869 году на должность председателя женщину. Кроме того, в университете Батлера была создана первая должность профессора английской литературы в штате.

## Кампус

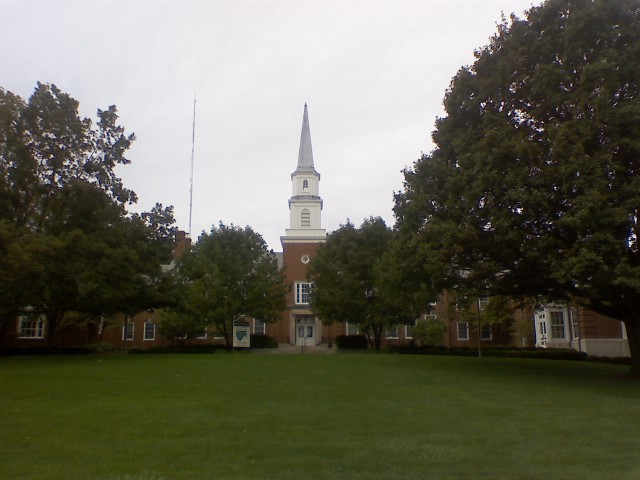
Робертсон-Холл — место встречи выпускников и официальных делегаций

Первоначально находился на пересечении 13-й улицы и Колледж-Авеню в Индианаполисе. В 1875 году университет был переименован, в честь Овида Батлера «в знак признания вдохновляющего взгляда Овида Батлера, за решительное руководство и финансовую поддержку». Тогда же он переехал в новый кампус в Ирвингтоне, штат Индиана, занимавший территорию в 10 га. Кампус состоял из нескольких зданий, в том числе обсерватории, почти все из которых были снесены в 1939 году. Библиотека Бона Томпсона и дом Бентона — единственные уцелевшие здания старого кампуса.
С ростом числа студентов появилась необходимость в новом, большем кампусе. Он был образован на месте бывшего парка развлечений в северо-западной части города.
Первым зданием нового кампуса стал Мемориальный зал Артура Джордана, спроектированный Робертом Фростом и Томасом Хиббеном. Готической стиль архитектуры, созданный по проекту архитектора Уильяма Тинсли и использованный на предыдущем кампусе в Ирвингтоне, задал тон последующим зданиям, возведённым на территории кампуса в течение следующих трёх десятилетий. В 1928 году открыт крытый спортивный зал Батлер Филдхаус (позднее Хинкл Филдхаус), созданный по проекту архитектора Фермора Кэннона. В 1942 году построена часовня. В 1966 году эти здания прошли реконструкцию.

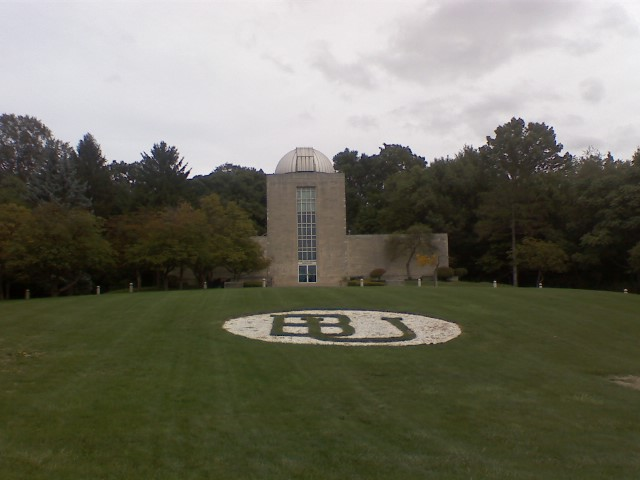
Обсерватория Холкомба, с крупнейшим телескопом в штате Индиана

После Второй мировой войны началось строительство студенческого центра. В 1955 году открылась обсерватория Холкомба с планетарием, в ней находится ныне крупнейший телескоп штата. Известный архитектор Минору Ямасаки, спроектировавший Всемирный торговый центр, работал над Библиотекой Ирвайна, которая открылась в 1963 году и ныне является главной библиотеки университета. В начале 1960-х годов построены здания для переезжающей сюда Консерватории Артура Джордана.
Жилой колледж («ResCo») стал последним крупным проектом университета в XX веке. Его строительство завершилось в 1990 году, здесь располагается столовая и общежитие. В 2001 году открылся Центр коммуникаций и технологий, в котором разместились все средства массовой информации колледжа искусств. Также в нём находятся две многоцелевые студии для видеозаписи и телевещания, а также три профессиональных студии звукозаписи. В начале 2004 года появился зал для сольных выступлений в Робертсон-Холле на 140 мест.
В 2005 году построен спортивно-оздоровительный комплекс площадью 7900 м² (85 тыс. футов²). Располагает беговыми дорожками, спортивными залами, бассейном, тренажёрным залом, фитнесом, комнатами массажа, двумя многоцелевыми залами и раздевалками.
Сады Холкомба (81 тыс. м²) со статуями Персефоны, прудом и каналами также являются важным объектом кампуса.

## Известные выпускники
- Эд Карпентер — американский автогонщик.
- Гордон Хэйуорд — американский баскетболист, выступающий за команду Национальной баскетбольной ассоциации «Шарлотт Хорнетс».
- Джеймс Уоррен Джонс — американский проповедник, основатель религиозной организации «Народный Храм».
- Дэвид Старр Джордан — американский ихтиолог, зоолог и пацифист. Был президентом двух университетов — Индианского и Стэнфордского.
- Курт Воннегут — американский писатель, сатирик и художник. Считается одним из наиболее значительных американских писателей XX века.
- Сара Фишер — американская гонщица.